# M106自走迫擊炮

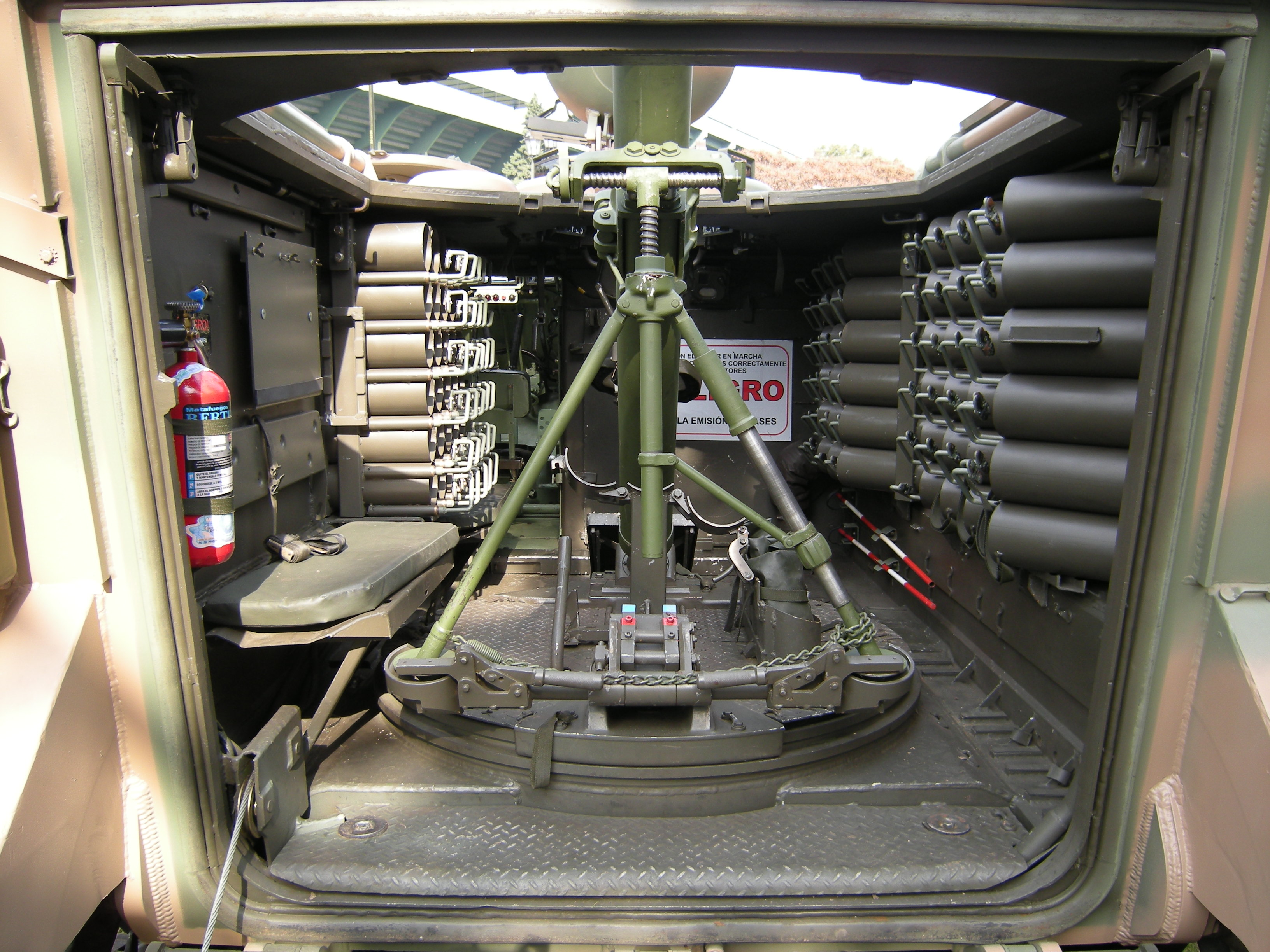
M106自走迫擊炮裝備之M30 4.2英吋迫擊炮

M106自走迫擊炮（M106 mortar carrier，全名：Carrier, Mortar, 107 mm, Self-propelled；迫炮載具、107公釐、自走）是美國富美實公司（舊稱食品機械公司、或FMC公司）在1960年代自M113裝甲運兵車為基礎研製的裝甲自走迫擊炮，目前已經被M1064自走迫擊炮與類似概念的自走迫砲車給取代。

## 簡介
1961年，美國陸軍以M113裝甲運兵車作為基礎開發自走砲化的迫擊炮，提供機械化步兵部隊更有效的火力支援裝備。自走迫砲車上裝設的迫擊炮可在車身內開火，或是在車外架設砲擊陣地。為了方便在車內開火，FMC公司在M113的後方車頂增設一扇可左右開啟的大型圓形頂蓋，使迫擊炮可以進行360度的射擊。
M106自走迫擊炮為使用4.2英吋迫擊炮的版本，它安裝了一門M30 4.2英吋迫擊炮。此型自走迫砲車在1964年開始服役，編制在機械化步兵營的火力支援連下，並在越戰使用。另外美國盟邦也自行購買了一些M106自走迫砲車。隨著M113車系改良，M106車系也因此有A1(M113A1)、A2(M113A2)版本，但性能大同小異。
FMC共量產了862輛M106（美軍配備841輛）、1,409輛M106A1（美軍配備990輛）、350輛M106A2（美軍配備53輛）。
M106自走迫砲車在1988年之後被運用120公厘迫擊炮的M1064自走迫砲車給取代，但是既有的M106並未直接汰除，有很多在調整改造換用120公厘迫砲，並以M1064A3的型號繼續在美軍服役。

## 使用國家
- 阿根廷: 38輛M106A2，2000年自美國移交[3][4]。
- 埃及: 65輛M106A1、35輛M106A2[5]，是在1979至1982年以及1996至1997年自美國移交。
- 希腊:[6]114輛，2000-2002年間自美國移交。[3]
- 以色列:200輛
- 秘魯: 24輛M106A1[7]，1974至1976年間自美國取得。
- 利比亞:5輛M106[8]，1997至1998自美國移交的二手車。
- 摩洛哥: 32-36輛M106A2[9]，2000年自美國移交。
- 挪威: 28輛[10]，1966至1967年自美國採購。
- 葡萄牙: 18輛[11]
- 中華民國: 90輛M106A2[12]，1984至1986年間自美國採購。
- 泰國: 12輛M1064A3[13]，1995至1997自美國移交。
- 越南: 從美軍擄獲。[14]

已除役國家
- 瑞士: 購入132輛M106，換用120公厘迫擊炮。更名為 12 cm Mw Pz 64 (Minenwerferpanzer 64) 與12 cm Mw Pz 64/91。2009年退役。[15][16]
- 美国[17]
- 義大利: 更換為120公厘迫擊炮